# Nishada melanopa
Nishada melanopa là một loài bướm đêm thuộc phân họ Arctiinae, họ Erebidae.